# 公文孝佳
公文 孝佳（くもん たかよし、1969年1月19日 - ）は、日本の法学者（刑事法）。神奈川大学法学部法律学科教授。

## 研究テーマ
- 刑事訴訟法研究
- 「in dubio pro reo法理」と「無罪推定法理」の研究

## 経歴
1969年1月19日、高知県生まれ。高知学芸高校卒業・金沢大学法学部法学科卒業・金沢大学大学院法学研究科修士課程修了。北海道大学大学院博士（法学）、同大大学院法学研究科博士後期課程。
2003年〜2005年神奈川大学法学部専任講師、2005年〜2007年神奈川大学法学部助教授、2010年神奈川大学大学院法務研究科准教授、2013年〜2014年中央学院大学法学部非常勤講師兼任（非常勤）講師、神奈川大学法学部法律学科/自治行政学科教授。

## 著書・論文
- 「刑事訴訟法入門」 （共著） 2011/04
- プロブレムメソッド・刑事訴訟法30講 （共著） 2014/08
- 一九世紀証拠法史研究序説 （単著） 2014/04
- 「刑事訴訟法教室」 （共著） 2013/04
- 法はDV被害者を救えるか-法分野協働と国際比較- （共著） 2013/04